# Залізнична платформа 3221 км Большедорожне
Залізнична платформа 3221 км Большедорожне (рос. Останочная Платформа 3221 км Большедорожное) — населений пункт (тип залізнична платформа) у Чулимському районі Новосибірської області Російської Федерації.
Входить до складу муніципального утворення Кабінетна сільрада. Населення становить 1 особа (2010).

## Історія
Згідно із законом від 2 червня 2004 року органом місцевого самоврядування є Кабінетна сільрада.

## Населення
| 2002 | 2007 | 2010 |
| ---- | ---- | ---- |
| 3    | ↘1   | →1   |